# Nice.
Nice. è il settimo album del gruppo musicale giapponese Puffy AmiYumi, pubblicato il 22 gennaio 2003.

## Descrizione
È il loro terzo album ad essere distribuito anche nel nord America sette mesi dopo la pubblicazione in Giappone. L'album ha raggiunto la posizione numero 20 sulla Japanese Albums Chart.

## Tracce

### Edizione USA
1. "Planet Tokyo" (Sung in English) (Sturmer) – 3:49
2. "Tokyo Nights" (Pierre Taki, Sturmer, John Fields)  – 3:53
3. "Angel of Love" (Suzuki Shoko, Sturmer)  – 3:12
4. "Sayonara" (YO-KING, Sturmer)  – 3:16
5. "Invisible Tomorrow" (Puffy AmiYumi, Sturmer)  – 3:54
6. "Thank You" (Yumi, Sturmer)  – 3:55
7. "Long Beach Nightmare" (Ami, Sturmer)  – 3:15
8. "Your Love Is a Drug" (Sung in English) (Sturmer)  – 3:33
9. "K2G (Kimi Ni Go!)" (Puffy AmiYumi, Sturmer)  – 4:37
10. "Shiawase (Happiness)" (Okuda Tamio)  – 4:20
11. "(Urei)" (Puffy AmiYumi, Sturmer)  – 3:54
12. "Teen Titans Theme" (Sturmer)  – 3:08
13. "Red Swing" (Puffy AmiYumi, Sturmer)   – 3:51

### Edizione giapponese
1. "Akai buranko" – 3:46
2. "Tokyo Nights" – 3:49
3. "Angel of Love" – 3:11
4. "Sayonara" – 3:18
5. "Invisible Tomorrow" – 3:54
6. "Thank You" – 3:52
7. "Long Beach Nightmare" – 3:14
8. "Your Love Is a Drug" – 3:32
9. "K2G (Kimi Ni Go!)" – 4:34
10. "Shiawase" – 4:21
11. "Atarashii hibi" – 3:32
12. "Tomodachi" – 10:05